# DrJava
DrJava es un entorno integrado de desarrollo para java que está pensado para poder aprender este lenguaje, es ligero, de interfaz intuitiva, gratuito y tiene la capacidad de evaluar código de manera interactiva.
Está programado en java, de esa manera también logra ser multiplataforma, el proyecto es desarrollado y mantenido por grupo de JavaPLT en la Universidad Rice bajo una licencia BSD.